# Omar Abdel-Rahman
El xeic Omar Abdel-Rahman (àrab: عمر عبد الرحمن, ‘Umar ‘Abd ar-Raḥman) (Al Gammaliyyah, Al-Daqahliyah, Egipte, 3 de maig de 1938 - Butner, Carolina del Nord, Estats Units, 18 de febrer de 2017), més conegut als Estats Units com «El xeic cec», fou un líder musulmà cec egipci que va ser condemnat a cadena perpètua al Centre Mèdic Butner, que forma part del Complex Correccional Federal Butner a Butner, Carolina del Nord, Estats Units. Anteriorment resident a Nova York, Abdel-Rahman i altres nou persones van ser condemnats per conspiració sediciosa, que només exigeix que es planifiqui un crim, no necessàriament que s'intenti. La seva acusació va sorgir de les investigacions dels atemptats del World Trade Center del 1993.
Abdel-Rahman va ser acusat de ser el líder d'Al-Gamma'a al-Islamiyya (també coneguda com "El Grup Islàmic"), un moviment fonamentalista islàmic a Egipte que és considerada com a organització terrorista pels governs dels Estats Units i d'Egipte. El grup és responsable de nombrosos actes de violència, com la massacre de Luxor el novembre de 1997, en què van morir 58 turistes estrangers i quatre egipcis.

## Joventut
Abdel-Rahman va néixer a la ciutat d'Al Gammaliyyah, a la governació d'Al-Daqahliyah (Egipte), el 1938. Va perdre la vista a una edat primerenca a causa d'una diabetis infantil. Va estudiar una versió en Braille de l'Alcorà quan era un nen i desenvolupà un interès en les obres dels puristes islàmics Ibn Taymiyya i Sayyid Qutb. Després de graduar-se en estudis alcorànics a la Universitat Al-Azhar del Caire, el govern egipci el va empresonar perquè era un opositor al règim. Abdel-Rahman es va convertir en un dels religiosos musulmans més prominents i oberts a l'hora de denunciar la laïcitat d'Egipte.

## Família
Omar va tenir dues dones que li van donar deu fills: Aisha Hassan Gouda (7 fills) i Aisha Zohdi (3 fills). Entre els seus fills destaquen Abdul·lah, Ahmed, Mohàmmed Omar Abdel-Rahman i Assim Abdulrahman.

## Empresonament a Egipte
Durant la dècada de 1970, Abdel-Rahman, va desenvolupar estrets vincles amb dues de les organitzacions més militants d'Egipte, Gihad Islàmic i Al-Gamma'a al-Islamiyya (‘Grup Islàmic’). Durant la dècada de 1980, s'havia convertit en el líder d'Al-Gamma'a al-Islamiyya, tot i que encara era venerat pels seguidors del Gihad Islàmic Egipci, que en aquell moment era dirigit per Ayman al-Zawahirí, que després esdevindria líder d'Al-Qaida. Abdel-Rahman va estar tres anys a les presons egípcies a l'espera de judici acusat d'emetre una fàtua que resulta en l'assassinat el 1981 de president egipci Ànwar el-Sadat per part del Gihad Islàmic Egipci.

## Mujahidí afganès
Tot i que Abdel-Rahman no va ser declarat culpable de conspiració en l'assassinat de Sadat, va ser expulsat d'Egipte després de la seva absolució. Es va obrir pas a Afganistan a la meitat de la dècada del 1980 on va contactar amb el seu antic professor, Abdul·là Iússuf Azzam, cofundador del Maktab al-Khadamat (MAK) junt amb Ossama bin Laden. Abdel-Rahman va construir una forta relació amb Bin Laden durant la guerra afganosoviètica. El juliol del 1990, Abdel-Rahman va anar a Nova York amb un permís d'un any.

## Activitats als Estats Units
| «                         | Si els que tenen el dret a tenir alguna cosa són terroristes, llavors som terroristes, i donem la benvinguda al fet de ser terroristes ... l'Alcorà fa que el terrorisme estigui entre els mitjans per dur a terme el gihad en el nom d'Al·là, que és terroritzar els enemics de Déu | » |
| — Omar Abdel-Rahman, 1993 | |   |

A Abdel-Rahman li va ser emès un visat de turista per visitar els Estats Units pel cònsol de l'Ambaixada dels Estats Units a Khartoum, Sudan tot i que el seu nom és a la llista de terroristes del Departament d'Estat dels Estats Units. Abdel-Rahman va entrar als Estats Units al juliol de 1990 a través d'Aràbia Saudita, Peshawar i Sudan. El Departament d'Estat li va revocar el visat de turista el 17 de novembre. Amb tot i això, a l'abril de 1991, va obtenir un targeta verda del servei d'immigració de Newark (Nova Jersey). Després de sortir dels EUA per anar en un viatge a l'estranger, va tractar de tornar a entrar als EUA a l'agost de 1991. En aquest moment, els funcionaris nord-americans van reconèixer que era a la llista d'observació i va començar el procediment per revocar-li el seu estatus de resident permanent. El govern dels EUA li va permetre entrar al país, ja que tenia el dret d'apel·lar la decisió de revocar el seu estatus de residència. Però no va apel·lar la decisió i així el 6 de març de 1992, el govern dels EUA va revocar la seva targeta verda. A continuació va demanar asil polític. Es va celebrar una audiència sobre la qüestió el 20 de gener de 1993.

## Els esforços per l'alliberament
En un discurs davant els seus partidaris a la plaça Tahrir del Caire el 30 de juny de 2012, Mohamed Morsi esmenta breument que anava a treballar per alliberar Omar Abdel-Rahman, condemnat l'atemptat contra el World Trade Center de 1993 a Nova York, juntament amb els innombrables altres egipcis que van ser arrestats durant la revolució. Un portaveu de la Germandat més tard va dir que l'extradició era per raons humanitàries i que Morsi no tenia intenció de modificar la condemna penal del Sr Abdel-Rahman.
El 18 de setembre de 2012, el lloc web d'opinió conservadora Breitbart.com va informar que el govern del president egipci Morsi està en les actuals negociacions amb el Departament d'Estat dels EUA sobre la transferència d'Omar Abdel-Rahman de la custòdia dels EUA a la custòdia egípcia.
Durant la Crisi dels ostatges a In Aménas a Mauritània organització de notícies informar que els segrestadors havien ofert per intercanviar ostatges nord-americans a Algèria per l'alliberament d'Omar Abdel-Rahman i Aafia Siddiqui. La portaveu del Departament d'Estat dels Estats Units Victoria Nulan] va declarar que els Estats Units no negocien amb terroristes.

## Llegat
El 2005, els membres de l'equip legal d'Abdel-Rahman, incloent advocat Lynne Stewart, van ser declarats culpables de facilitar la comunicació entre el xeic empresonat i membres de l'organització terrorista Al-Gamma'a al-Islamiyya a Egipte. Ells van rebre llargues penes de presó federal, basant-se la seva obligació violada per mantenir el Sheikh en règim d'incomunicació, mentre li proporciona un advocat.
El 18 de febrer de 2017 el Departament de Justicia dels Estats Units va anunciar la seva mort de "causes naturals" a l'edat de 78 anys en una presó de Carolina del Nord.